# Rhinomusca dutoiti
Rhinomusca dutoiti är en tvåvingeart som beskrevs av Zumpt 1950. Rhinomusca dutoiti ingår i släktet Rhinomusca och familjen husflugor. Inga underarter finns listade i Catalogue of Life.